# Povrhpoljina
Povrhpoljina este un sat din comuna Danilovgrad, Muntenegru. Conform datelor de la recensământul din 2003, localitatea are 51 de locuitori (la recensământul din 1991 erau 61 de locuitori).

## Demografie
În satul Povrhpoljina locuiesc 40 de persoane adulte, iar vârsta medie a populației este de 45,2 de ani (43,7 la bărbați și 46,4 la femei). În localitate sunt 21 de gospodării, iar numărul mediu de membri în gospodărie este de 2,43.
|  |

| Demografie | Demografie | Demografie |
| An         | Locuitori  | Locuitori  |
| ---------- | ---------- | ---------- |
|            |            |            |
|            |            |            |
|            |            |            |
|            |            |            |
| 1948       | 228        |            |
| 1953       | 252        |            |
| 1961       | 197        |            |
| 1971       | 121        |            |
| 1981       | 90         |            |
| 1991       | 61         | 61         |
| 2003       | 51         | 51         |

| \| Componența etnică conform recensământului din 2003[2] \| Componența etnică conform recensământului din 2003[2] \| Componența etnică conform recensământului din 2003[2] \| Componența etnică conform recensământului din 2003[2] \| Componența etnică conform recensământului din 2003[2] \| \| ----------------------------------------------------- \| ----------------------------------------------------- \| ----------------------------------------------------- \| ----------------------------------------------------- \| ----------------------------------------------------- \| \| \| \| \| \| \| \| Muntenegreni \| Muntenegreni \| \| 46 \| 90,19% \| \| Sârbi \| Sârbi \| \| 2 \| 3,92% \| \| necunoscută \| necunoscută \| \| 3 \| 5,88% \| |              |  |    |        |
| Componența etnică conform recensământului din 2003 |              |  |    |        |
| |              |  |    |        |
| Muntenegreni | Muntenegreni |  | 46 | 90,19% |
| Sârbi | Sârbi        |  | 2  | 3,92%  |
| necunoscută | necunoscută  |  | 3  | 5,88%  |